# Nasz towarzysz Tili
Nasz towarzysz Tili (tyt. oryg. Shoku ynë Tili) – albański film fabularny z roku 1981 w reżyserii Fehmi Hoshafiego.

## Opis fabuły
Jeden z pierwszych filmów albańskich, poświęconych kryzysowi współczesnej rodziny. Tili jest trudnym uczniem, który stwarza wiele problemów własnej rodzinie, ale także stanowi poważny problem dla nauczycieli w szkole, szczególnie dla Besy. Dzieciom podobnym do Tiliego nie poświęca się odpowiednio dużo uwagi. Film porusza problem braku czasu u dorosłych, niezbędnego dla właściwego wychowania dzieci.
Zdjęcia do filmu realizowano w Tiranie.

## Obsada
- Arben Latifi jako Tili
- Mirketa Çobani jako Drita
- Mimika Luca jako nauczycielka Violeta
- Antoneta Papapavli jako dyrektorka szkoły
- Lutfi Hoxha jako Qemal, ojciec Tiliego
- Elida Janushi jako nauczycielka Besa
- Zyliha Miloti jako żona
- Ndrek Shkjezi jako nauczyciel geografii
- Vasillaq Vangjeli jako kierowca Vaso
- Zef Bushati jako Bujar
- Minella Borova jako Shpëtim
- Herion Spiro jako Albani
- Shkelqim Fejzo jako Luli

## Nagrody i wyróżnienia
W 1981 film otrzymał nagrodę specjalną na XII festiwalu filmów dla dzieci i młodzieży w Salerno.